# Journal des Etats-Généraux
Das Journal des Etats-Généraux (dt. Zeitung der Generalstände) war eine Zeitung während der Französischen Revolution, herausgegeben von Mirabeau, dem führenden Kopf der Vertreter des Dritten Standes. Ihr Motto war Novus nascitur ordo (Eine neue Ordnung wird geboren). Es war die erste freie Zeitung Frankreichs, der Herausgeber legte sie vor dem Verkauf nicht der königlichen Zensurbehörde vor. Ihr Start war am 2. Mai 1789.
Schon nach wenigen Ausgaben wurde sie am 7. Mai verboten, da Tags zuvor eine Kritik über die Rede Neckers bei der Eröffnung der Generalstände erschien. Am 10. Mai begann man aufs Neue und nannte das Blatt nun Lettres du comte de Mirabeau à ses commettants (dt. Briefe des Grafen Mirabeau an seine Mandanten).
Ab dem 26. Juli dann erschien sie unter der Titel Courrier de Provence. Mirabeau selbst überließ die Redaktion aber dann verstärkt seinen Mitarbeitern, darunter Étienne Clavière und Étienne Dumont. Auch nach seinem Tod am 2. April 1791 führten diese die Zeitung weiter bis zum 30. September 1791.